# Sissala East Municipal District
Koordinaten: 10° 52′ N, 1° 59′ W
Der Sissala East District im Nordwesten Ghanas ist einer von elf Distrikten der Upper West Region und hat im Norden eine gemeinsame Grenze mit dem Nachbarland Burkina Faso. Der Distrikt umfasst mehr als ein Viertel der gesamten Landfläche der Upper West Region. Der Sisili bildet die Ostgrenze des Distriktes. Die Nationalstraße 13 führt auf der Strecke von Lawra nach Navrongo in West-Ost-Richtung durch den Distrikt.

## Bevölkerung
88 % der Bevölkerung stellen die Sisala, 5 % die Kassena, 3 % die Dagaare und die Mossi 2 %, die restlichen 2 % verteilen sich auf unterschiedliche ethnische Gruppen.
80 % sind Moslems, 10 % Katholiken und 5 % Anhänger traditioneller Religionen.

## Ortschaften im Distrikt
- Tumu
- Wallendelle
- Taffiasi
- Tutio
- Banu-Bassisan
- Dimajan
- Kong
- Kulfuo Tarsaw
- Bugbelle
- Vamboi
- Wuni